# جون بلاكبيرن
جون بلاكبيرن (27 أكتوبر 1924 - 19 فبراير 1987) (بالإنجليزية: John Blackburn)‏ هو لاعب كريكت بريطاني وبريطاني (وحمل سابقاً جنسية المملكة المتحدة لبريطانيا العظمى وأيرلندا).